# Cheval de Léonard

Le Cheval de Léonard (en italien : Il Cavallo di Leonardo ou Gran Cavallo) est un monument commandé par le duc de Milan Ludovic Sforza à Léonard de Vinci. Il réussit à terminer uniquement un modèle en argile. En s'inspirant de ce projet, deux reproductions ont été créées à partir des années 1970.

## Histoire

### Origine
Le projet d'ériger une statue équestre en bronze en l'honneur de son père Francesco Sforza, un simple condottiere, devenu seigneur de Milan, est d'abord envisagé par le fils aîné du capitaine, Galeazzo Maria. Ce désir est évoqué dans une lettre qu'il envoie le 26 novembre 1473 au commissaire des œuvres ducales Bartolomeo Gadio de Crémone. Ce projet n'aboutit pas pour des raisons inconnues.

### Premier projet (1483-1490)

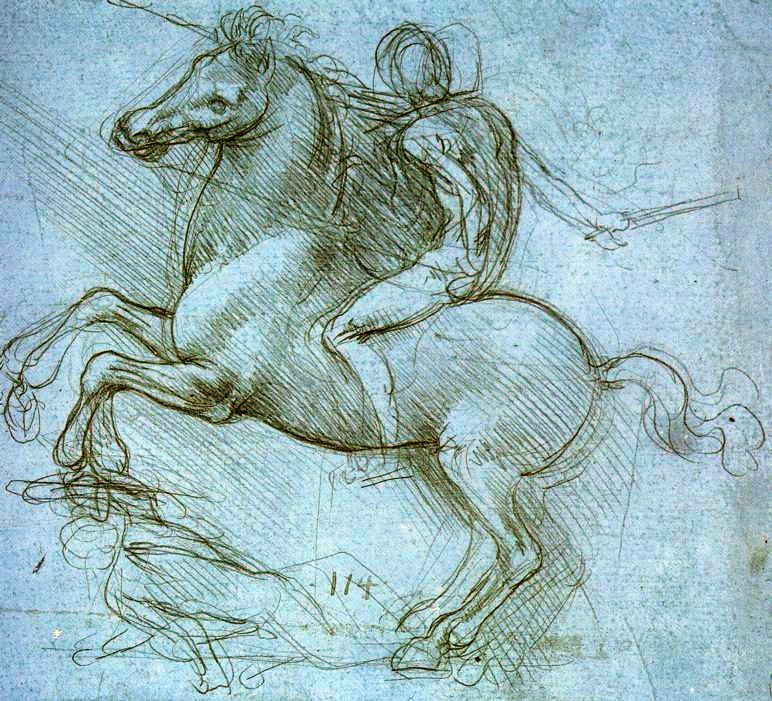
Etude pour le premier projet.

Il est possible que l'usurpation du trône de son neveu Gian Galeazzo par le Moro ait encouragé Ludovic Sforza, autre fils de François Sforza, à relancer ce projet afin d'asseoir sa légitimité. Vers 1480, il commande des dessins dont deux au florentin Antonio Palluaiolo. Conservés dans les collections de Munich et de New-York, ils montrent le duc monté sur un cheval cabré, une figure de vaincu à ses pieds.  Ludovic ne les retient pas. En 1482, lorsque Léonard de Vinci écrit à Ludovic en lui offrant ses services, il connait son projet de construire la plus grande statue équestre du monde : un monument à la gloire de son père François Sforza, duc de 1452 à 1466 et fondateur de la Famille Sforza, et se porte candidat pour sa réalisation.

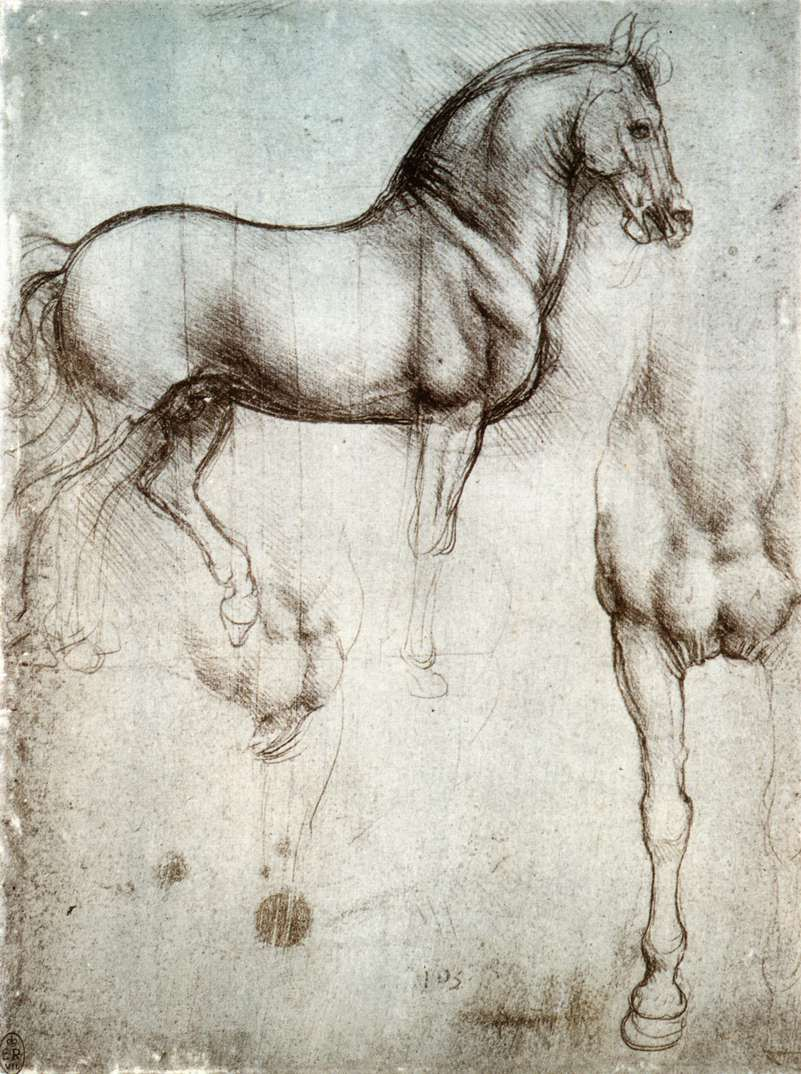
Étude du cheval, vers 1490.

Léonard sait que la qualité du cheval est très importante pour souligner le personnage et étudie tous les détails anatomiques de l'animal, en réalisant des projets préparatoires et en utilisant comme modèles quelques chevaux déjà célèbres pour leur beauté. Les projets reproduisaient les plus belles parties anatomiques de chaque cheval. Dans ses notes, il va jusqu'à noter les noms des chevaux qu'il croque et on trouve des remarques du type : « Morel Fiorentino est gros et a un beau cou... », ou bien « Ronzone est blanc, il a des belles cuisses et se trouve à Porte Comasina ».
L'intention de Léonard est de sélectionner les meilleures « parties » de divers chevaux et d'en faire un montage pour obtenir le cheval idéal, afin d'honorer François Sforza.
Léonard, avec ce monument, veut réaliser une œuvre qui ferait oublier toutes les statues équestres précédentes, en particulier celles de Verrocchio et de Donatello, dédiées respectivement à Bartolomeo Colleoni et à Gattamelata. Léonard s'intéresse plus au cheval qu'au cavalier ; son cheval doit être le plus grand de tous, dépassant les 7 m de hauteur posé sur les membres postérieurs dans une position cabrée, un défi alors jamais tenté. Pour cela, Léonard remplit des feuilles et des feuilles de croquis d'anatomie, passant beaucoup de temps à projeter et calculer cette œuvre gigantesque. Pour sa fusion, il prévoit 100 tonnes de bronze.

### Second projet

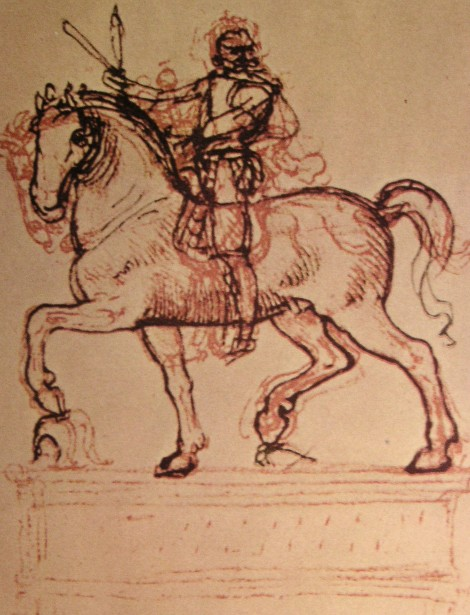
Etude pour le deuxième projet

Ludovic Sforza commence à s'impatienter et cherche d'autres sculpteurs de Florence en mesure de réaliser cette œuvre dans des délais plus courts, mais personne ne se présente. Léonard de Vinci finit par se persuader que les problèmes sont trop nombreux pour réussir à construire un cheval cabré et se résigne à partir de 1490, à créer un cheval plus classique, mais ne reposant que sur deux membres : un membre postérieur et le membre antérieur opposé, inspiré du groupe antique du Regisole de Pavie. Le duc y chevauche une monture trottant.

### Vers le coulage du bronze
Après presque 16 années d'études, la construction du modèle commence ; elle se termine à l'occasion du mariage en 1494 de la nièce du duc Blanche-Marie Sforza avec l'empereur Maximilien d'Autriche. Cette statue colossale est exposée publiquement, et provoque l'admiration générale. Léonard fait réaliser les moules pour couler le bronze, tout semble prêt pour l'œuvre définitive, mais les 100 tonnes de bronze nécessaires ne sont plus disponibles, car elles ont été utilisées pour fabriquer des canons destinés à la défense du duché d'Este envahi par les soldats français du roi Louis XII, au grand dam de Léonard. Le modèle en argile est transféré à Mantoue pour réparation, mais les troupes françaises à Milan en 1499 sous le commandement de Jacques de Trivulce, un ennemi des Sforza, causent des dommages irréparables au cheval de Léonard qui est utilisé comme cible par les arbalétriers, tandis que Léonard quitte la ville. Les moules sont perdus et par conséquent l'œuvre aussi.
Le groupe équestre monumental était destiné à être placé devant le château des Sforza.

## Les réalisations du projet au XXeet XXIesiècles

### Le projet de Dent
En 1977, Charles Dent, un pilote américain, collectionneur d'art et passionné de sculpture, s'enthousiasme à l'idée de réaliser après 5 siècles le rêve de Léonard. Mettre sur pied l'organisation et trouver les fonds se révéla cependant une entreprise difficile qui lui demande plus de 15 ans. Le coût du cheval, finalement, arrive presque à 2,5 millions US$, mais Charles Dent meurt en 1994 avant de voir son rêve se réaliser.
Le projet a rencontré de nombreuses difficultés et finalement la direction des travaux a été confiée à la sculptrice Nina Akamu qui a mené à bien l'entreprise.
La première étape a été de réaliser un cheval aux dimensions réduites, d'environ 3 m de haut. Celui-ci permet d'arriver à la gigantesque sculpture en argile de 8 m de haut. Le cheval d'argile sert à créer un moule en craie (ou en cire pour des détails plus fins) dans lequel a été coulé le bronze fondu. Contrairement au projet de Léonard, ce cheval a été réalisé en sept sections. En effet, au XVe siècle, il n'était pas possible de souder le bronze.
Les sections arrivent en juillet 1999 à Milan où elles sont soudées ensemble. Après quelques discussions, le cheval est installé en septembre 1999 à l'entrée de l'hippodrome de San Siro.
Il existe deux exemplaires identiques du Cheval de Léonard. À la mort de Dent, le projet est sur le point d'être abandonné lorsque Frederik Meijer, propriétaire d'une chaîne de supermarchés dans le Michigan, offre de financer le projet, à condition que l'on crée deux chevaux : un pour Milan et l'autre pour le Meijer Gardens : un parc naturel et artistique à Grand Rapids (Michigan), propriété de Meijer, où sont rassemblées des copies des plus célèbres statues modernes.
Le Cheval de Léonard est placé dans le parc en octobre 1999 et en est toujours la plus belle pièce exposée.

### Autres répliques
Un exemplaire de taille réduite de 2,5 m se trouve à Vinci, la ville natale de Léonard, inauguré le 17 novembre 2001.
Un exemplaire de 3 m a été placé à Allentown la ville natale de Dent, au Jardin mémorial de Charles C. Dent à Baum école des beaux arts, il a été inauguré le 4 octobre, 2002.
Le Da Vinci Science Centre — la société qui a réalisé les soudures du cheval de Dent et qui s'appelait alors connu Discovery Center of Science and Technology — présente une réplique du cheval de 1 m dans son hall principal, inauguré le 30 octobre 2005.
Une réplique de Cheval de 2,5 m a été placée à Sheridan, Wyoming, elle a été inaugurée le 20 août 2015. C'est une commande de la Wyoming Community Foundation au nom de l'engagement de la ville envers les arts.

## Autres interprétations

### Le cheval de Touraine
En 2013, l'artiste anglais Waj  a créé un cheval monumental inspiré du projet de statue équestre de Léonard. La sculpture Le Grand Cheval a été imaginée à partir des esquisses de Léonard de Vinci et de dessins de chevaux. C'est une libre interprétation dans un style naïf. La construction s'est faite en fils d'acier soudés constituant un maillage métallique en trois dimensions. Afin de conserver l'idée de démesure de l'œuvre imaginée à l'origine, la sculpture fait cinq mètres de hauteur. Dans les finitions, elle combine les idées d'architecture et de machinerie (chères à Léonard de Vinci) avec certaines parties articulées : tête, membres antérieurs, queue, oreilles... et des détails sonores : crinière inversée qui devient carillon et  une queue composée de chaînes. On peut les actionner en tirant sur les câbles, grâce à un système de poulies et de contrepoids.
Les dimensions du cheval sont approximativement : hauteur : 5 m, longueur : 5 m, largeur : 1,70 m, poids : 250 kg.
Le cheval de Waj a été exposé en 2014 devant l'hôtel de ville de Romorantin-Lanthenay (Loir-et-Cher) à l'occasion d'une exposition de l'artiste à la médiathèque de cette ville.
Il fut l'hôte du Conservatoire Muro dell' Arte à Véretz (Indre-et-Loire) durant un an. Acheté par le département, il est installé dans le Domaine de Candé et s'offre aujourd’hui au regard des nombreux touristes qui visitent la Touraine, chère à Léonard qui y termina ses jours.

### Le cheval de Florence
Une autre interprétation de 7,3 m de hauteur du cheval Sforza, basée sur différentes interprétations, a été fabriquée par l'Opéra Laboratori Fiorentini SpA, en collaboration avec Polo Museale Fiorentino et l'Institut et Musée d'Histoire des Sciences de Florence, Italie. Il est fait d'armature en acier avec la fibre de verre enduite spéciale de résine, pour le faire ressembler en bronze. Il est composé de six pièces et peut être démonté. Il a été exposé en Hongrie, États-Unis, Italie

### Le cheval du Clos-Lucé
Créé à la demande de la famille Saint-Bris (François Saint Bris, conservateur) deux études en bronze d'une hauteur de 30 cm. dont une figure dans l'atelier reconstitué de Léonard au musée " Parc Léonardo da Vinci " à Amboise. D'une patine vert-mordorée ces deux bronzes sont l'œuvre de Cyril de La Patellière. Ce sculpteur s'est basé sur les proportions des dessins de Léonard, soit 1,1. Proportion que l'on retrouve dans le dessin de l'Homme de Vitruve. Ce cheval reste le plus fidèle à l'esprit de Léonard.